# Secuestro del Mærsk Alabama
El secuestro del Mærsk Alabama fue una serie de acontecimientos que comenzaron el 8 de abril de 2009 con la toma del mercante Mærsk Alabama por cuatro piratas somalíes a 240 mn al sureste del puerto somalí de Eyl. Estos hechos finalizaron con el rescate de su capitán y la tripulación por parte de la Armada de los Estados Unidos el 12 de abril de 2009. Fue el primer secuestro a un buque mercante con bandera estadounidense con éxito desde comienzos del siglo XIX. Fue el sexto buque en ser atacado esa semana por piratas, que habían extorsionado por decenas de millones de dólares. La historia del incidente fue relatada en el libro El deber de un capitán: Piratas somalíes, de la Armada, y los días peligrosos en el mar de 2010, escrito por Stephan Talty y Richard Phillips, que era el capitán del buque en el momento del incidente. Posteriormente dicho libro se convirtió en la película Capitán Phillips, estrenada en 2013, con Tom Hanks en el papel principal.

## Cronología de los acontecimientos

### Secuestro
El buque, con una tripulación de veinte hombres y una carga de 17.000 toneladas, navegaba con rumbo a Mombasa, Kenia. El 8 de abril de 2009, cuatro piratas con base en el pesquero taiwanés capturado Win Far 161 atacaron el buque. Los cuatro piratas tenían entre 17 y 19 años, según lo expresado por el secretario de defensa Robert Gates.

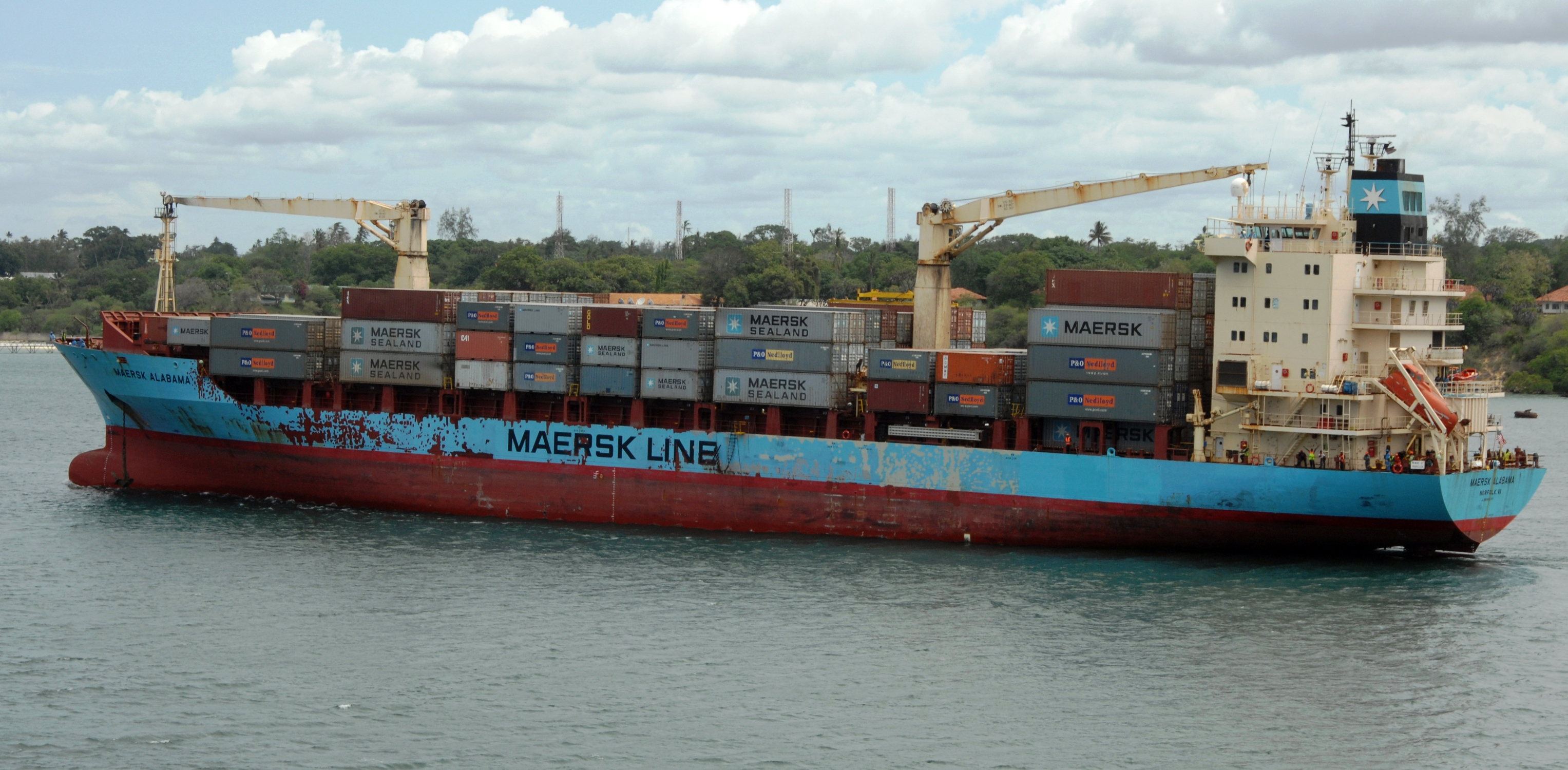
Maersk Alabama en 2009.

La tripulación del Maersk Alabama había recibido entrenamiento antipiratería por parte de centros de formación sindicales. Su entrenamiento incluía el uso de pequeñas armas, antipánico, seguridad básica, primeros auxilios y otros cursos relacionados con la seguridad. Cuando sonó la alarma de piratería en la mañana del miércoles 8 de abril, el jefe de máquinas, Mike Perry, llevó a 14 miembros de la tripulación a un «cuarto seguro» que los ingenieros habían estado preparando para tal propósito. Cuando los piratas se acercaron, la tripulación restante lanzó bengalas; además, Perry y el primer oficial, Matt Fisher, giraron el timón del buque, para inundar el esquife pirata. Sin embargo, el buque fue abordado. Perry había tomado el control del motor principal a distancia desde el puente, y el primer oficial Matt Fisher tenía el control del aparato de gobierno del buque. Perry apagó todos los sistemas del buque, dejándolo al pairo. Los piratas capturaron a Richard Phillips y a otros miembros de la tripulación, pero pronto se dieron cuenta de que no podían tomar el control del buque.
Perry se mantuvo, cuchillo en mano, fuera de la sala de seguridad al acecho mientras los piratas examinaban el buque para tratar de encontrar a los tripulantes que aún no habían conseguido retener, hacerse con el control del buque y presumiblemente navegar hasta Somalia. Perry consiguió capturar al cabecilla de los piratas tras una persecución mutua en una de las salas de máquinas. Otros tripulantes consiguieron apuñalar en una mano a uno de los piratas.
La tripulación intentó intercambiar a los piratas capturados por el capitán, pero el intercambio salió mal y cuando la tripulación liberó al cautivo, los piratas se negaron a aceptar el acuerdo. El capitán Phillips escoltó a los piratas hasta uno de los botes salvavidas para enseñarles su manejo, pero los piratas huyeron con el capitán.
El 8 de abril de 2009, el destructor de clase Arleigh Burke USS Bainbridge fue destinado al golfo de Aden en respuesta a la situación de toma de rehenes y llegó hasta el Maersk Alabama en la mañana del día siguiente.
El Maersk Alabama fue escoltado hasta su destino original en Mombasa, donde el capitán Larry D. Aasheim volvió a tomar el mando del buque. Phillips había relevado a Aasheim nueve días antes. Entre 2009 y 2011 el buque sufrió otros cuatro intentos de secuestro. La CNN y Fox News citaron que la estrategia de los piratas esperaba la llegada de nuevos barcos con rehenes adicionales para usarlos como escudos humanos.

### Rescate

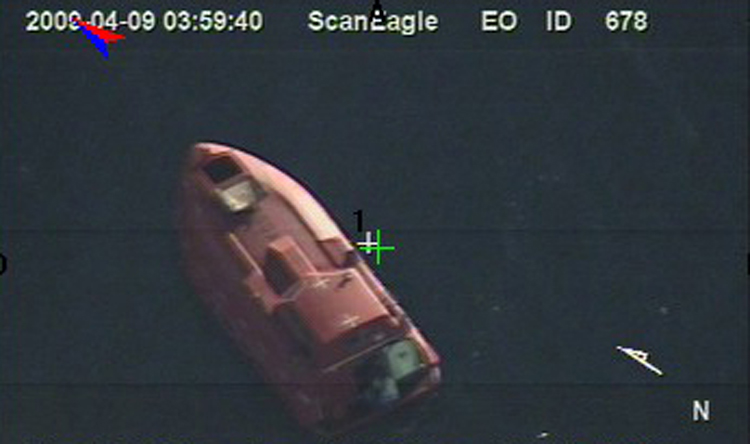
El bote salvavidas de 28 pies donde el capitán Richard Phillips y 4 piratas somalies fueron detectados por un UAV ScanEagle de la Armada de los Estados Unidos

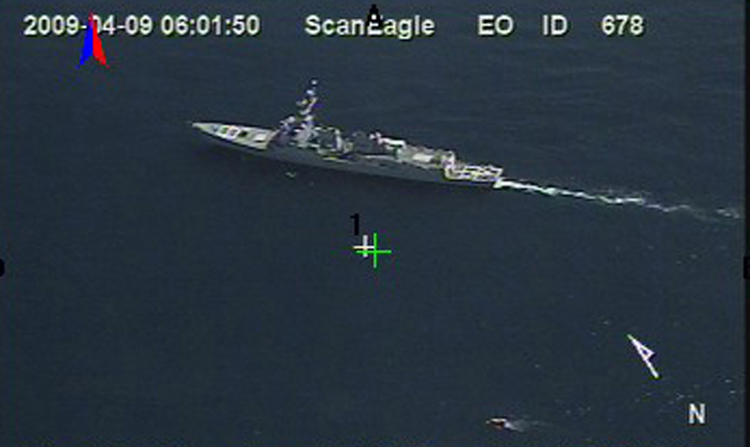
USS Bainbridge en la oscuridad cerca del bote salvaavidas en la esquina inferior izquierda.

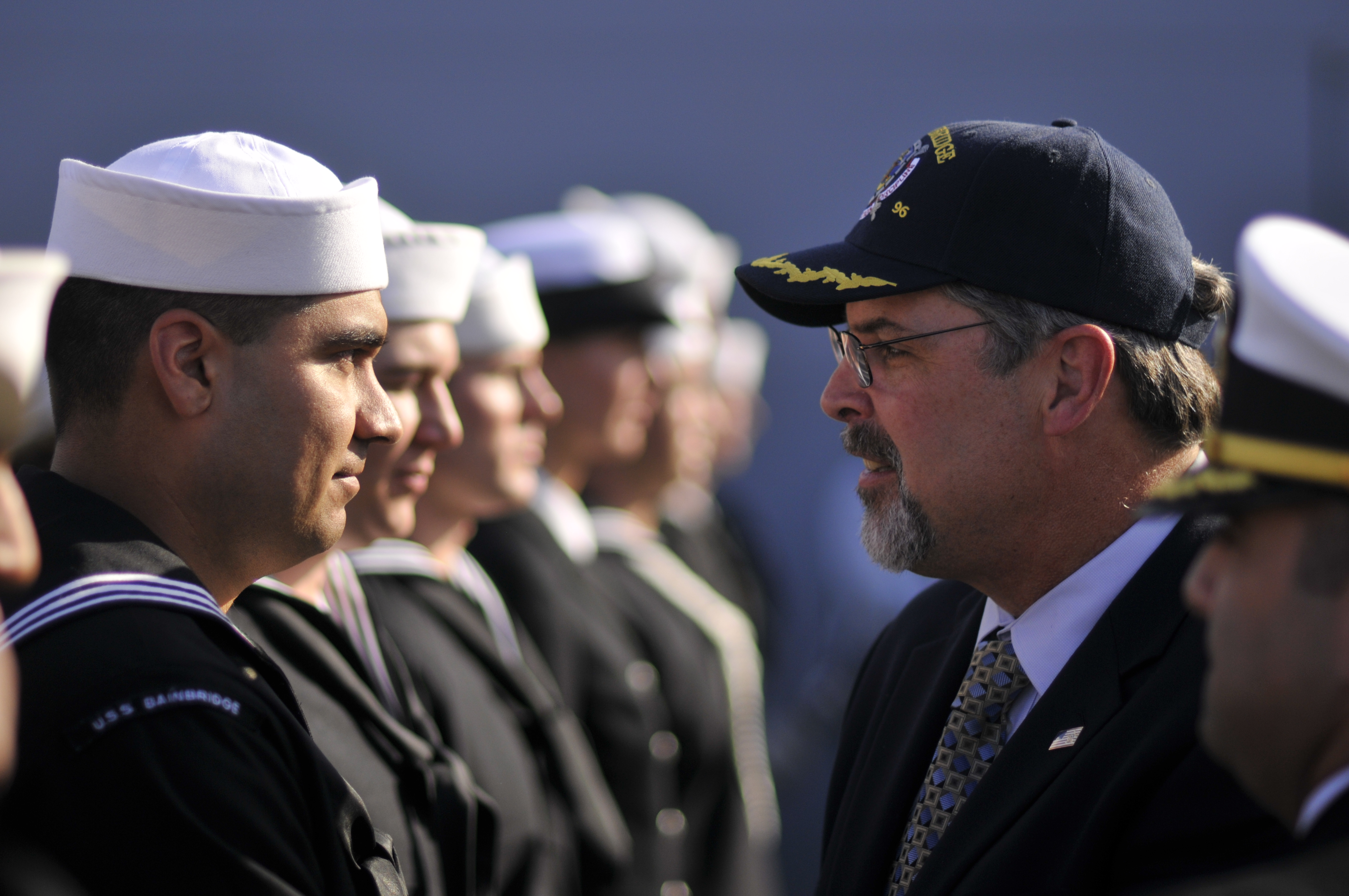
Phillips públicamente agradece a los marinos por su dramático rescate en altamar.

Se produjo el encuentro entre el USS Bainbridge, la fragata de clase Oliver Hazard Perry USS Halyburton, y el bote salvavidas del Maersk Alabama donde se encontraban los piratas desde el 9 de abril de 2009, y donde mantenían al capitán Richard Phillips como rehén. El bote salvavidas estaba cubierto y tenía suministros suficientes de agua y comida, pero carecía de comodidades básicas como un inodoro o ventilación. El Bainbridge estaba equipado con ScanEagle y RHIB (embarcaciones inflables semirrígidas). El Halyburton estaba equipado con dos helicópteros SH-60B a bordo. Ambos buques quedaron a varios cientos de metros, fuera del alcance de las armas de los piratas. Un avión de vigilancia P-3 Orion aseguraba imágenes aéreas y de reconocimiento. Cuatro buques de diversas banderas en posesión de los piratas, con un total de 54 rehenes a bordo de diversas nacionalidades en dos ellos, pusieron rumbo al bote salvavidas.
El 10 de abril de 2009, Phillips intentó escapar del bote salvavidas pero fue recapturado tras efectuar varios disparos. Sus captores, los piratas, lanzaron al océano un teléfono y una radio de dos vías suministrados por la Armada de los Estados Unidos, temiendo que los estadounidenses estuvieran intentando dar instrucciones al capitán. La Armada envió otro buque de guerra, el buque de asalto anfibio de clase Wasp USS Boxer, que estaba destacado en el Cuerno de África. La estrategia de los piratas era reunirse con sus compañeros, que tenían otros rehenes, para llevar a Philips a Somalia y así dificultar su posible rescate. Si conseguían anclar cerca de la costa, podrían desembarcar rápidamente si eran atacados. Las negociaciones entre los piratas y el capitán del Bainbridge, estaban bajo la dirección de especialistas en negociaciones con rehenes del FBI. Los secuestradores también se comunicaban con otros piratas a través de teléfonos vía satélite.
Sin embargo, las negociaciones se rompieron horas después de que los piratas dispararan contra el Halyburton poco después del amanecer del sábado. La fragata estadounidense no devolvió el fuego «para no agravar la situación». Ningún tripulante de la Halyburton fue herido por los disparos, que fueron hechos al azar por un pirata por la escotilla delantera del bote salvavidas.
«Estamos a salvo y no tenemos miedo a los estadounidenses. Nos defenderemos si somos atacados», dijo uno de los piratas a la agencia Reuters por teléfono vía satélite. La familia de Phillips se había reunido en su casa de Vermont mientras esperaban la resolución de la situación.

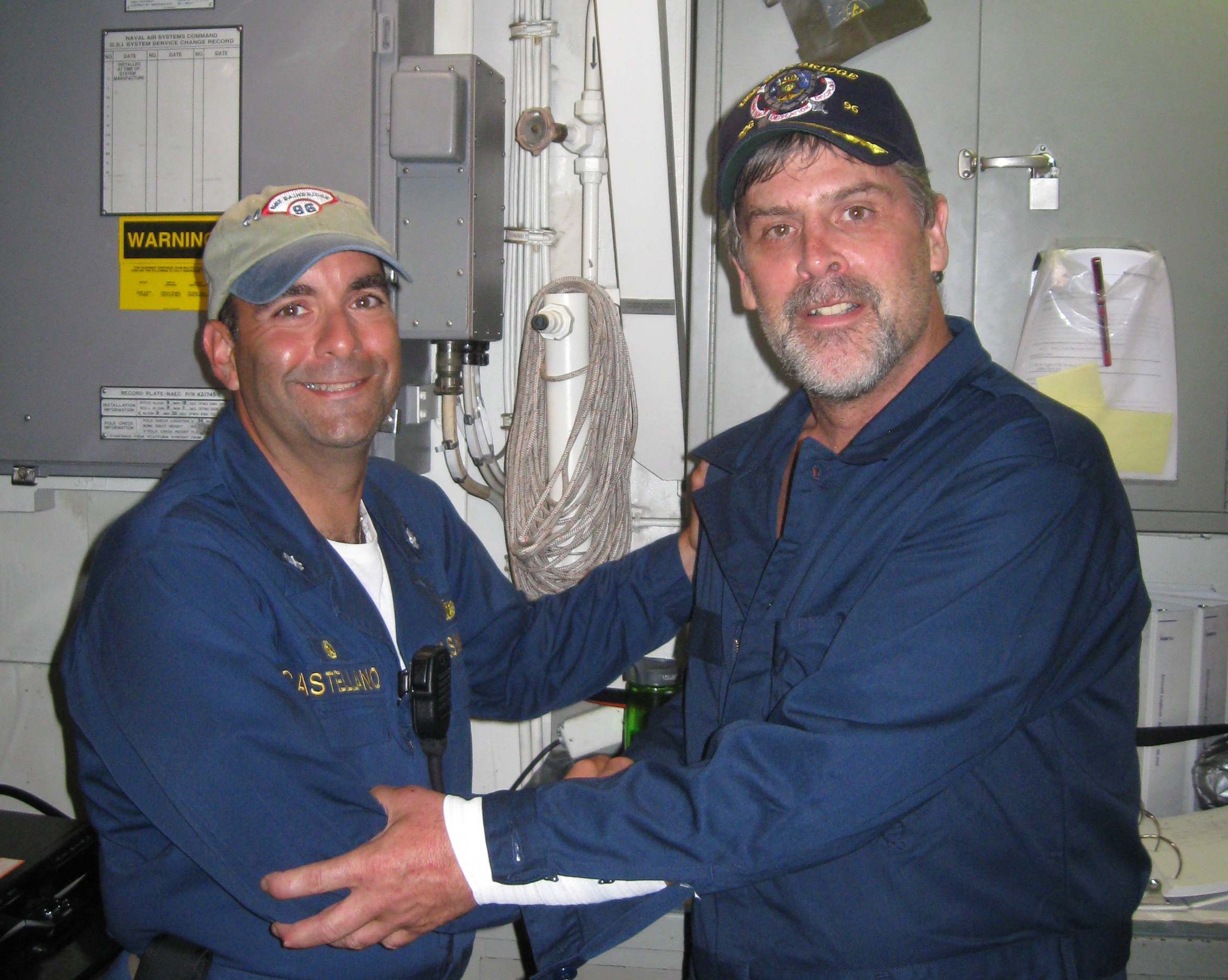
El capitán Phillips (derecha) con Frank Castellano a bordo del USS Bainbridge tras el rescate.

El sábado 11 de abril de 2009, el Maersk Alabama arribó al puerto de Mombasa bajo escolta de las fuerzas armadas de Estados Unidos, con un equipo de seguridad de dieciocho personas a bordo. El FBI precintó entonces el buque como escenario de un crimen.
El comandante Castellano, después de que surgieran tensiones entre los piratas, dijo: «Nosotros los calmamos y los persuadimos para ser remolcados por el Bainbridge».
El 12 de abril francotiradores SEALs de la Armada de los Estados Unidos, abrieron fuego y mataron a tres de los piratas en el bote salvavidas; Phillips fue rescatado en buenas condiciones. El capitán del Bainbridge, Frank Castellano, con previa autorización de sus superiores, ordenó actuar al considerar que la vida de Phillips estaba en riesgo, citando informes que indicaban que un pirata le apuntaba con un AK47 por la espalda. Los francotiradores del «SEAL Team Six» abrieron fuego desde la toldilla Bainbridge casi simultáneamente matando a los tres piratas con disparos en la cabeza. Los SEALs habían llegado el viernes por la tarde, tras haber saltado en paracaídas sobre el agua cerca del Halyburton, que posteriormente los había trasladado hasta el Bainbridge. En ese momento, el Bainbridge tenía el bote a remolque a unos 25 a 30 metros a popa. Uno de los tres piratas se llamaba Ali Aden Elmi, el apellido de otro era Hamac y el tercero no fue identificado en los informes de la prensa en inglés. El cuarto pirata, Abduwali Muse, a bordo del Bainbridge, negociaba la liberación mientras era tratado de las heridas que sufrió en la toma del Maersk Alabama, se rindió y fue puesto bajo custodia.
Los cuerpos de los tres piratas muertos fueron entregados por la Marina de EE. UU. a receptores no identificados en Somalia en la última semana de abril de 2009.

## Juicio
El pirata superviviente, Abduwali Muse, fue trasladado a bordo del U.S.S Boxer y posteriormente trasladado en avión a los Estados Unidos para ser juzgado en un tribunal federal en Nueva York. Los fiscales presentaron cargos que incluían los de piratería, conspiración para tomar un barco por la fuerza y conspiración para la toma de rehenes. Los abogados de Muse pidieron que fuera juzgado como menor de edad, alegando que tenía entre 15 y 16 años cuando se produjeron los hechos, pero el tribunal dictaminó que no era menor de edad y que sería juzgado como adulto. Posteriormente admitió que tenía 18 años y se declaró culpable de los cargos de piratería, por lo que fue sentenciado a 33 años y 9 meses de prisión por la juez de distrito Loretta Preska. Desde febrero de 2012 se encuentra cumpliendo su condena en el Complejo Correccional Federal en Terre Haute, Indiana, su liberación está programada para el 20 de junio de 2038.

## Pleito
El 27 de abril de 2009, el miembro de la tripulación de Maersk Alabama Richard E. Hicks presentó una demanda contra su empleador, Waterman Steamship Corporation y Maersk Line Ltd., por haberlo enviado a sabiendas a aguas infestadas de piratas cerca de Somalia. El procurador de Houston, Brian Beckcom, que representaba a Richard Hicks y a otros ocho miembros de la tripulación, indicó que el capitán Phillips, a sabiendas y voluntariamente, puso a su tripulación en peligro, ignorando los informes de recientes ataques piratas, sin tener en cuenta las advertencias de permanecer al menos a 600 millas de la costa de Somalia.

## Museo UDT-SEAL

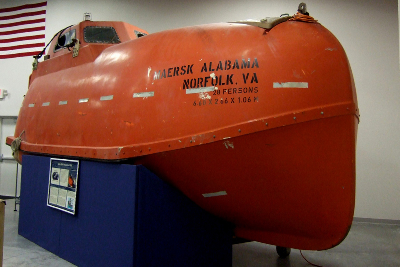
El bote salvavidas del Maersk Alabama en el que el capitán Phillips fue tomado como rehén por piratas somalies en 2009. Expuesto en el Museo Nacional de los SEAL de la Armada.

Los propietarios del Maersk Alabama donaron el bote salvavidas de fibra de vidrio en el cual los piratas mantuvieron como rehén a Phillips para exponerlo en el museo nacional de los UDT-SEAL de la Armada, en agosto de 2009. El bote fue cedido en marzo de 2010 a National Geographic para su exposición «Real Pirates» en el Nauticus Marine Science Museum de Norfolk, Virginia. Los productores de la película Captain Phillips visitaron el museo en el proceso de recreación del bote y su interior para los escenarios. Un ejemplar de Boeing Insitu ScanEagle usado para monitorizar imágenes durante la crisis está también en el museo, así como un rifle de francotirador Mark 11 Mod 0 (SR-25) como los utilizados por los SEALs de la armada para neutralizar a los piratas.

## Película basada en sus hechos
Capitán Philips, basada en los hechos relatados por el mismo capitán en el libro A Captain's Duty.
Interpretada por Tom Hanks, dando personaje a Philips (Capitán del Maersk Alabama) y dirigida por Paul Greengrass.